# ذوو القربى والأرحام
ذوي القربى والأرحام: هم الأقارب الذين تجمعهم رحم واحدة سواء كانوا من جهة الأب أو الأم ويسمون بالأرحام كما ان الأقارب والأرحام بمعنى واحد.

## عناية القرآن الكريم بالإحسان إليهم
حث الله تعالى على الإحسان إلى الأقارب والأرحام في كثير من الآيات مثل قوله تعالى: ﴿وَإِذْ أَخَذْنَا مِيثَاقَ بَنِي إِسْرَائِيلَ لَا تَعْبُدُونَ إِلَّا اللَّهَ وَبِالْوَالِدَيْنِ إِحْسَانًا وَذِي الْقُرْبَى وَالْيَتَامَى وَالْمَسَاكِينِ وَقُولُوا لِلنَّاسِ حُسْنًا وَأَقِيمُوا الصَّلَاةَ وَآتُوا الزَّكَاةَ ثُمَّ تَوَلَّيْتُمْ إِلَّا قَلِيلًا مِنْكُمْ وَأَنْتُمْ مُعْرِضُونَ ۝٨٣﴾ (سورة البقرة -83) و الآية وإن كانت تتحدث عن بني إسرائيل فإنها تشمل المؤمنين بالأولى.
كما خاطب الله تعالى المؤمنين بآيات عدة بأسلوب الأمر الصريح أو الترهيب الشديد ففي قوله تعالى:﴿يَا أَيُّهَا النَّاسُ اتَّقُوا رَبَّكُمُ الَّذِي خَلَقَكُمْ مِنْ نَفْسٍ وَاحِدَةٍ وَخَلَقَ مِنْهَا زَوْجَهَا وَبَثَّ مِنْهُمَا رِجَالًا كَثِيرًا وَنِسَاءً وَاتَّقُوا اللَّهَ الَّذِي تَسَاءَلُونَ بِهِ وَالْأَرْحَامَ إِنَّ اللَّهَ كَانَ عَلَيْكُمْ رَقِيبًا ۝١﴾ (النساء-1).
و في قوله تعالى:﴿وَاعْبُدُوا اللَّهَ وَلَا تُشْرِكُوا بِهِ شَيْئًا وَبِالْوَالِدَيْنِ إِحْسَانًا وَبِذِي الْقُرْبَى وَالْيَتَامَى وَالْمَسَاكِينِ وَالْجَارِ ذِي الْقُرْبَى وَالْجَارِ الْجُنُبِ وَالصَّاحِبِ بِالْجَنْبِ وَابْنِ السَّبِيلِ وَمَا مَلَكَتْ أَيْمَانُكُمْ إِنَّ اللَّهَ لَا يُحِبُّ مَنْ كَانَ مُخْتَالًا فَخُورًا ۝٣٦﴾ (سورة النساء -36)
و قوله تعالى: ﴿وَآتِ ذَا الْقُرْبَى حَقَّهُ وَالْمِسْكِينَ وَابْنَ السَّبِيلِ وَلَا تُبَذِّرْ تَبْذِيرًا ۝٢٦﴾ (سورة الإسراء -26).
و قد سمى الله تعالى ما أمر به (حقاً) بمعنى أنهم يعطونه على سبيل الاستحقاق لا على سبيل التفضل والامتنان
و قد نص الله تعالى بعض صور الإحسان إليهم كقوله تعالى: ﴿وَإِذَا حَضَرَ الْقِسْمَةَ أُولُو الْقُرْبَى وَالْيَتَامَى وَالْمَسَاكِينُ فَارْزُقُوهُمْ مِنْهُ وَقُولُوا لَهُمْ قَوْلًا مَعْرُوفًا ۝٨﴾ (سورة النساء -8) و فيها حث من الله تعالى عند قسمة المواريث ان يصلوا أرحامهم ويتاماهم و مساكينهم من الوصية فان لم تكن وصية وصل لهم من الميراث شيئاً يرون به ويكسب في قلوبهم الود والمحبة (جامع أحكام القرآن للقرطبي).
و قد أثنى الله تعالى على الواصلين أرحامهم وجزاهم عنها خير الجزاء فقد قال تعالى: ﴿وَالَّذِينَ يَصِلُونَ مَا أَمَرَ اللَّهُ بِهِ أَنْ يُوصَلَ وَيَخْشَوْنَ رَبَّهُمْ وَيَخَافُونَ سُوءَ الْحِسَابِ ۝٢١ وَالَّذِينَ صَبَرُوا ابْتِغَاءَ وَجْهِ رَبِّهِمْ وَأَقَامُوا الصَّلَاةَ وَأَنْفَقُوا مِمَّا رَزَقْنَاهُمْ سِرًّا وَعَلَانِيَةً وَيَدْرَءُونَ بِالْحَسَنَةِ السَّيِّئَةَ أُولَئِكَ لَهُمْ عُقْبَى الدَّارِ ۝٢٢ جَنَّاتُ عَدْنٍ يَدْخُلُونَهَا وَمَنْ صَلَحَ مِنْ آبَائِهِمْ وَأَزْوَاجِهِمْ وَذُرِّيَّاتِهِمْ وَالْمَلَائِكَةُ يَدْخُلُونَ عَلَيْهِمْ مِنْ كُلِّ بَابٍ ۝٢٣ سَلَامٌ عَلَيْكُمْ بِمَا صَبَرْتُمْ فَنِعْمَ عُقْبَى الدَّارِ ۝٢٤﴾ (سورة الرعد -21 إلى 24).
ذم قاطعي أرحامهم
يعتبر كل من أضاع حقوق أقاربه وضن عليهم بما يحتاجونه من متاع الحياة الدنيا قاطعاً لرحمه ومعرضاً لغضب الله تعالى وسخطه فقد قال تعالى: ﴿وَالَّذِينَ يَنْقُضُونَ عَهْدَ اللَّهِ مِنْ بَعْدِ مِيثَاقِهِ وَيَقْطَعُونَ مَا أَمَرَ اللَّهُ بِهِ أَنْ يُوصَلَ وَيُفْسِدُونَ فِي الْأَرْضِ أُولَئِكَ لَهُمُ اللَّعْنَةُ وَلَهُمْ سُوءُ الدَّارِ ۝٢٥﴾ (سورة الرعد -25).
وقد تكرر الوعيد بصورة أشد قسوة في قوله تعالى: ﴿فَهَلْ عَسَيْتُمْ إِنْ تَوَلَّيْتُمْ أَنْ تُفْسِدُوا فِي الْأَرْضِ وَتُقَطِّعُوا أَرْحَامَكُمْ ۝٢٢ أُولَئِكَ الَّذِينَ لَعَنَهُمُ اللَّهُ فَأَصَمَّهُمْ وَأَعْمَى أَبْصَارَهُمْ ۝٢٣﴾ (سورة محمد22 -23 )